# Klosterøy

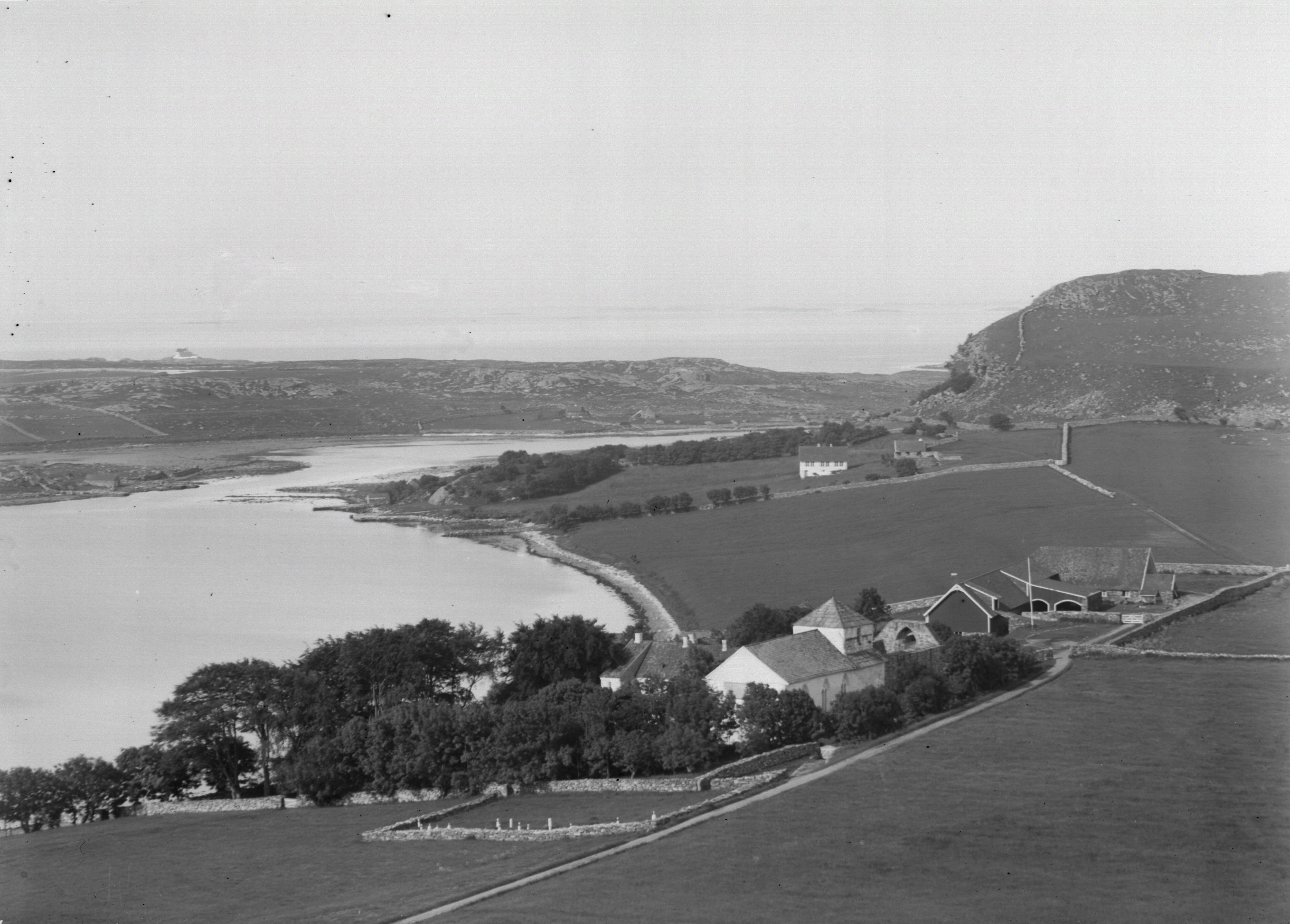
Kloster Utstein am Ufer des Klostervågen, 1898

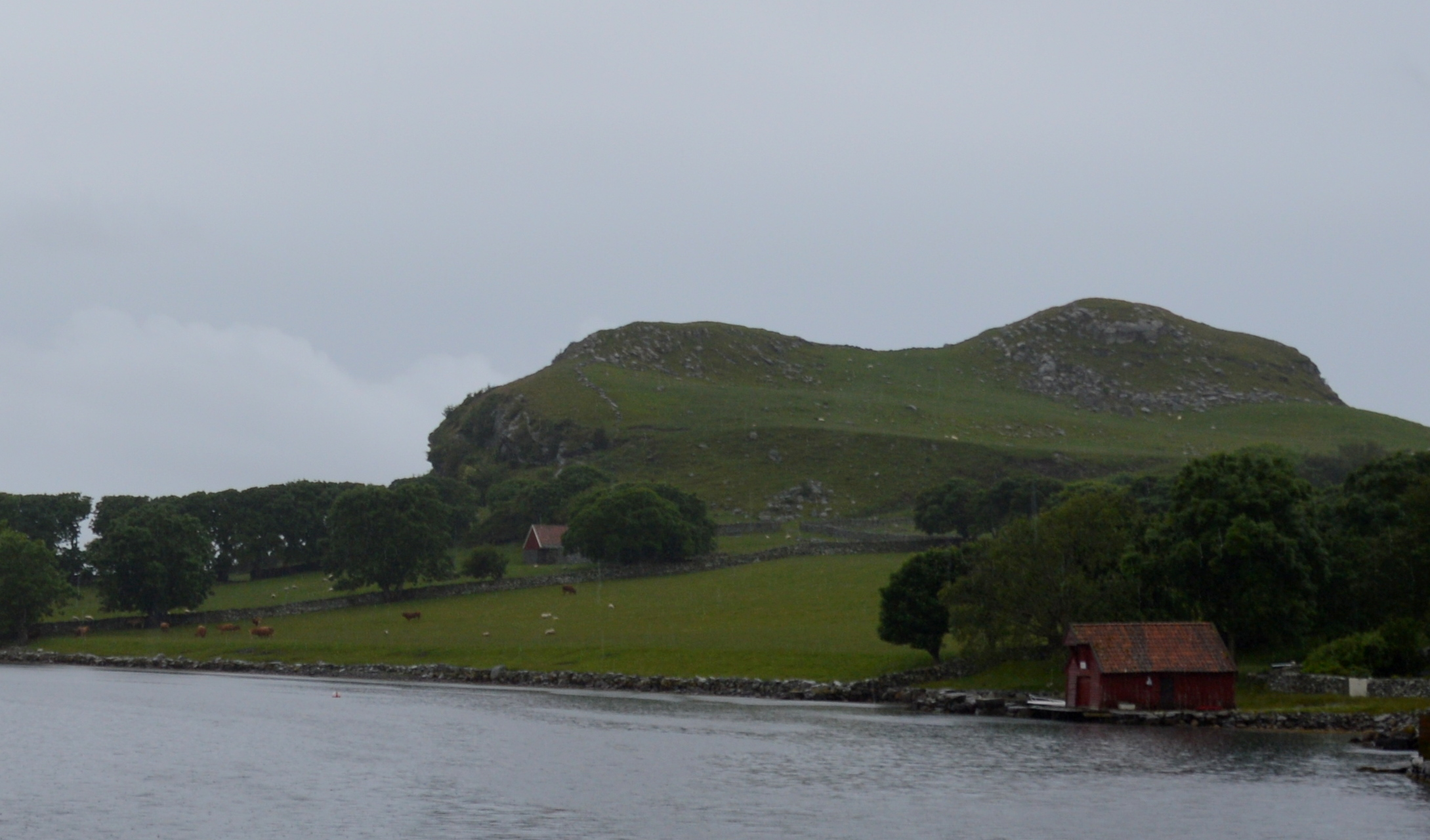
Blick auf den Kneberfjellet, 2017

Klosterøy ist eine Insel in der Nordsee an der norwegischen Küste. Sie gehört zur Gemeinde Stavanger in der Provinz Rogaland.

## Lage
Die Insel umfasst 1,7 km² und liegt auf der Südseite des Boknafjords nordwestlich vor der größeren Insel Mosterøy, südlich der Insel Rennesøy, nördlich von Stavanger. Südlich von Klosterøy liegt, getrennt durch den Klostervågen die Insel Fjøløy. Nach Mosteroy besteht eine Straßenverbindung, über die über weitere Inseln ein Straßenanschluss an das Festland besteht. Eine weitere Brücke führt nach Fjøløy. Im Umfeld der Insel liegen mehrere kleinere Inseln, nordwestlich Nordre Lamholmen, südlich Kuholmen und Fjøløya. Klosterøy erstreckt sich von Westen nach Osten über etwa 2,5 Kilometer bei einer Breite von bis zu etwa 800 Metern. Die höchste Erhebung der Insel mit 80,5 Metern ist der im östlichen Teil gelegene Kneberfjellet. Weitere größere Erhebungen sind der Rabnafjellet, Byrefjellet und der Bakkafjellet.
Die Südküste der Insel bildet eine Bucht um den Klostervågen. An Nordende der Bucht liegt auch das bekannte Kloster Utstein, das heute mitsamt der umgebenden Kulturlandschaft unter Denkmalschutz steht.

## Geschichte
Eine Besiedlung der Insel erfolgte wohl bereits um 1800 vor Beginn der Zeitrechnung. Es wurden Siedlungsreste aus der Zeit der Eisen- und der Wikinger gefunden. Die Insel ist Standort mehrerer Hügelgräber, allein in einem vier Hektar großen Bereich im Südosten Klosterøys liegen 120 Grabanlagen. Es wird vermutet, dass die Gräber auf eine große Schlacht zurückgehen. Andere Annahmen gehen von einem Häuptlingssitz aus, in dessen Umfeld Krieger beigesetzt wurden. Archäologen haben auf einem Bauernhof in Utstein auf der Insel Klosterøy, mögliche Überreste eines Marktplatzes der Wikingerzeit identifiziert. Zumindest nach der Schlacht am Hafrsfjord um 852 hatte der norwegische König Harald Schönhaar auf der Insel einen zeitweisen Königssitz. Zuvor hatte wohl auch sein Widersacher Haklang hier seinen Sitz. Es wird vermutet, dass auch spätere Könige hier noch zeitweilig residierten. Später, möglicherweise um 1160, trat an die Stelle des Königssitzes das Augustinerkloster Kloster Utstein. Das Kloster ist namengebend für die Insel, deren Name im Deutschen Klosterinsel bedeutet. Mit Einführung der Reformation im Jahr 1537 wurde das Kloster aufgegeben und als Lehen des dänischen Königs fortgeführt. Es entstand ein landwirtschaftlicher Betrieb.
1623 wurde am Strand der Insel die der Hexerei und Ketzerei beschuldigte Barbro Bjelland bei lebendigen Leib verbrannt. Sie hatte versucht der Frau des Verwalters von Utstein zu helfen, die jedoch im Delirium Geister sah.
Seit 1992 besteht ein straßenseitiger Anschluss Klosterøys an das Festland. Die Klosteranlage wird heute museal genutzt, wobei in der Klosterkirche auch Gottesdienste stattfinden.